# ベンズイミダゾリン
ベンズイミダゾリン（英語: benzimidazolines）は、化学式が C7H8N2 で表される、ベンゼン環とイミダゾリンが縮合した複素環式化合物である。